# علي سند النعيمي
علي سند النعيمي لاعب كرة قدم قطري .
كانت بداياته مع السد ولعب بعدها مع أندية الخور والعربي و انتقل إلى نادي الجيش في عام 2012 و انتقل إلى نادي الريان في عام 2017 .

## روابط خارجية
- علي سند النعيمي على موقع Soccerway.com (الإنجليزية)

علي سند النعيمي